# Рониел Иглесиас
Рониел Иглесиас Сотолонго  (на испански: Roniel Iglesias Sotolongo) е кубински състезател по бокс.
Роден е в Пинар дел Рио, Куба. Той е двукратен олимпийски шампион от олимпиадите в Токио (2020) и Лондон (2012). Световен шампион е от Милано, 2003 г. и двукратен шампион от Панамериканските игри – в Гвадалахара, 2011 и Лима, 2019 г.